# San Antonio (Desamparados)
San Antonio è un distretto della Costa Rica facente parte del cantone di Desamparados, nella provincia di San José.
San Antonio comprende 9 rioni (barrios):
- Calle Amador
- Constancia
- Churruca
- Huetares
- Plazoleta
- Pueblo Nuevo
- Río Damas
- Rotondas
- Solar